# Jean-Philippe Cantin
Pour les articles homonymes, voir Cantine (homonymie).

‌
Pas d'image ? Cliquez ici

a Compétitions nationales et continentales officielles uniquement.

b Matchs officiels uniquement.
Jean-Philippe Cantin, né le 3 août 1966, est un joueur français de rugby à XV qui évolue au poste de talonneur.

## Biographie
Jean-Philippe Cantin joue talonneur au Valence sportif avant de signer au FC Grenoble à partir de la saison 1988-1989.
Il rejoint ensuite l'US Romans Péage lors de la saison 1991-1992, avant de retourner au Valence sportif de 1992 à 1996.
Jean-Philippe Cantin joue aussi régulièrement en Équipe de France A'
,, et en octobre 1989, avec une sélection alpine composé de huit joueurs du FC Grenoble, il réussit l’exploit de battre l'Australie, future championne du monde, à Grenoble sur le score de 9-7. Deux pénalités et un drop de son coéquipier Frédéric Vélo mettent en échec les joueurs de Nick Farr-Jones et Michael Lynagh.

## Palmarès
- Vainqueur du Challenge de l'Espérance en 1987 avec le Valence sportif.
- Finaliste du Challenge Yves du Manoir en 1990 avec le FC Grenoble.